# 川上貞奴
川上 貞奴（かわかみ さだやっこ、戸籍名 川上 貞（旧姓：小山）、明治4年7月18日（西暦1871年9月2日） - 昭和21年（1946年）12月7日）は、戦前の日本の女優。

## 生涯
東京・日本橋の両替商・越後屋の12番目の子供として誕生。生家の没落により、7歳の時に芳町の芸妓置屋「濱田屋」の女将、可免吉の養女となる。伝統ある「奴」名をもらい「貞奴」を襲名。芸妓としてお座敷にあがる。日舞の技芸に秀で、才色兼備の誉れが高かった貞奴は時の総理伊藤博文や西園寺公望など名立たる元勲から贔屓にされ、名実共に日本一の芸妓となった。

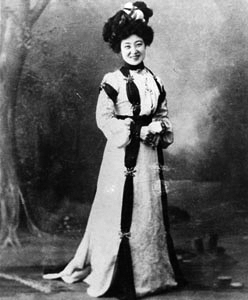
舞台衣装を身にまとった貞奴

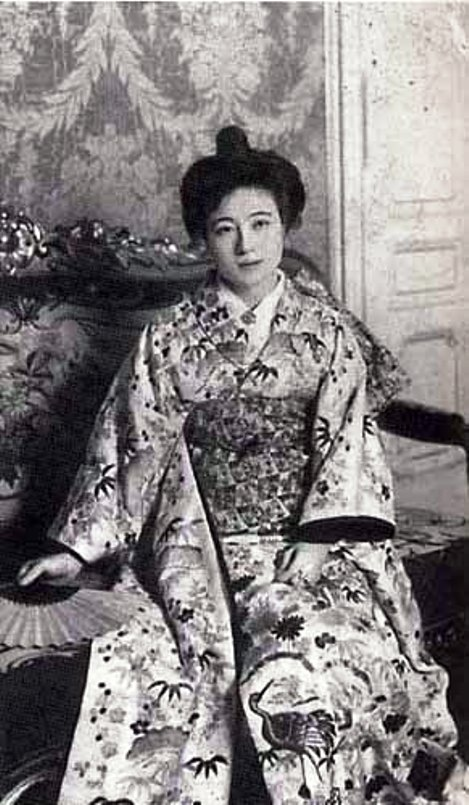
ベルリンでの貞奴

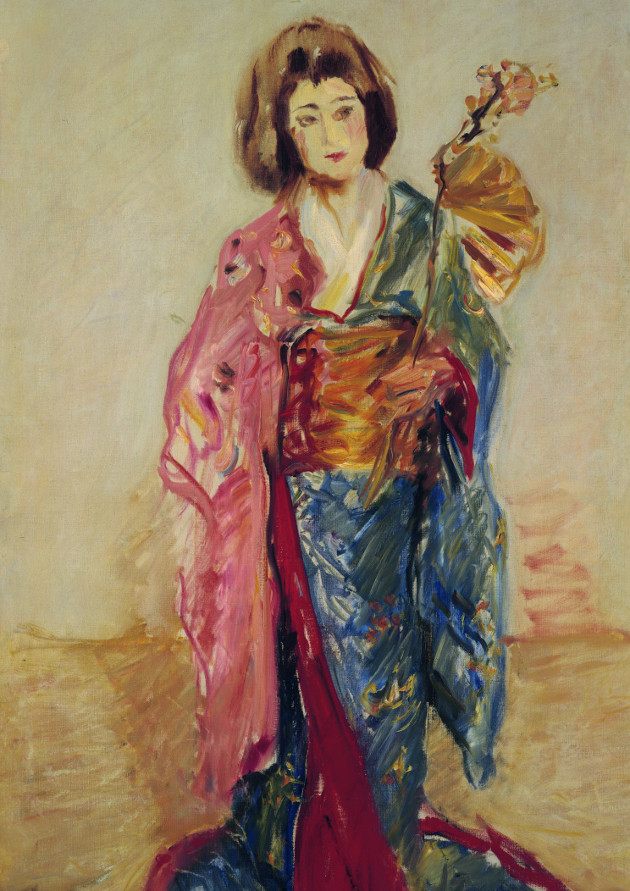
ドイツ画家、M.スレーフォークトが描いた貞奴(1901)

1894年、自由民権運動の活動家で書生芝居をしていた川上音二郎と結婚した。しかし当初は苦労も多く、音二郎の2度もの衆議院選挙落選により資金難に陥る。1898年に2人は築地河岸よりボートに乗り、国外への脱出を図るという挙に出たこともある。この試みは失敗し、淡路島の洲本に漂着して一命を取り留めた。
1899年、川上音二郎一座のアメリカ巡演に同行した。一座の巡演に関する報道にはこれまで誤りが多く、現在分かっている限りの真相は、井上理恵著『川上音二郎と貞奴　世界を巡演する』（社会評論社2015）に明らかにされている。巡演中は日舞を披露していた。サンフランシスコ公演で、公演資金を興行師に全額持ち逃げされるという事件が発生。一座は異国の地で無一文の状態を余儀無くされたが、在留邦人の支援などで苦境を乗り越える。シアトル公演で後々有名になった『芸者と武士』を川上が生み出し、エキゾチックな貞奴の美貌と写実的な演技が評判を呼び、瞬く間に欧米中で空前の人気を得た。
1900年、音二郎一座はロンドンで興行を行った後、その同年にパリで行われていた万国博覧会に招かれ、会場の一角にあったロイ・フラー劇場において公演を行った。7月4日の初日の公演には、彫刻家ロダンも招待されていた。ロダンは貞奴に魅了され、彼女の彫刻を彫りたいと申し出たが、彼女はロダンの名声を知らず、時間がないとの理由で断ったという逸話がある。8月には、当時の大統領エミール・ルーベが官邸で開いた園遊会に招かれ、そこで『道成寺』を踊った。
貞奴の影響で、キモノ風の「ヤッコドレス」が流行。ドビュッシーやジッド、ピカソは彼女の演技を絶賛し、フランス政府はオフィシェ・ダ・アカデミー勲章を授与した。
1908年、後進の女優を育成するため、音二郎とともに帝国女優養成所を創立した（同校はのちに帝国劇場付属技芸学校に引き継がれる）。入所資格は16歳から25歳まで、高等小学校以上の学歴と保証人2人と、高いハードルを設けて上流階級の令嬢を集めることに成功。一期生からは森律子や村田嘉久子を輩出した。
1911年に音二郎が病で死去。遺志を継ぎ公演活動を続ける。ほどなく貞奴は大々的な引退興行を行い、「日本の近代女優第一号」として舞台から退いた。

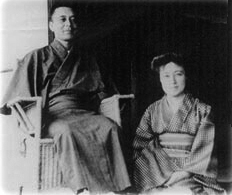
福澤桃介と

福澤諭吉の娘婿で「電力王」の異名をとった実業家・福澤桃介（旧姓 岩崎）との関係も話題を呼んだ。桃介との馴れ初めは1885年頃にさかのぼる。馬術をしていた貞が野犬に襲われるのを、学生だった桃介が制したことで2人は恋に落ちる。1年後、桃介は諭吉の二女・房と結婚。この後、貞奴と桃介は長い別離を挟む。しかし、女優を引退した後の貞奴は、悲恋の相手だった桃介と再び結ばれる。事業面でも実生活でも桃介を支え、仲睦まじく一生を添い遂げた。2人並んで公の場に姿を現し、桃介が手掛けた水力発電用の大井ダム（木曽川）工事の際も貞奴は赤いバイクを乗り回し、現場を訪れ、他の社員が尻込みする中を1人桃介について谷底まで向かったという。
1920年頃、2人は同居を始めた。2人が名古屋市内で住んだ邸宅は「二葉御殿」と呼ばれ、政財界など各方面の著名人が集うサロンとなった。現在は復元・移築され、「文化のみち二葉館」として再生している。このほか、貞奴の別荘だった「萬松園」が、木曽川を臨む岐阜県各務原市に現存している。
作家の長谷川時雨は、初老にさしかかった桃介と貞奴を見かけた折に「まだ夢のやうな恋を楽しんでいる恋人同士のやう」だと驚き、記している。
2人のロマンスは、1985年にNHK大河ドラマで『春の波涛』の名でドラマ化された。
1946年、膵臓癌により死去。享年75。その亡骸は、貞照寺に埋葬された。

## 年表

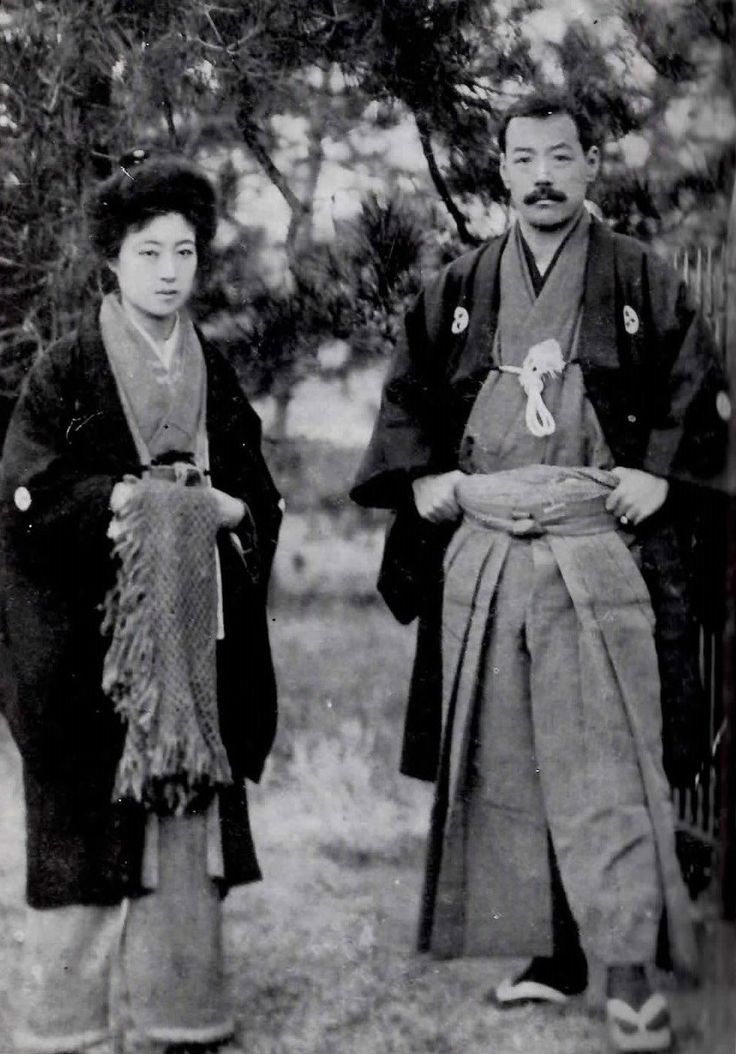
川上音二郎と

- 1871年（明治4年）　小山久次郎、タカとの間に誕生。本名 小山貞。
- 1878年（明治11年）　浜田屋亀吉の養女となる。
- 1891年（明治24年）　川上音二郎と結婚。
- 1899年（明治32年）　アメリカ巡業を実施。
- 1900年（明治33年）　パリ万国博覧会に出演。
- 1901年（明治34年）　ヨーロッパ巡業実施。
- 1901年（明治34年）　養母・浜田可免死去。
- 1907年（明治40年）　渡仏。現地の劇場や女優養成学校を視察。[6]
- 1908年（明治41年）　東京・芝に帝国女優養成所を設立。
- 1911年（明治44年）　夫・音二郎死去。
- 1917年（大正6年）　女優引退を宣言。
- 1918年（大正7年）　名古屋市北区大曽根に「川上絹布株式会社」を設立。
- 1924年（大正13年）　川上児童劇団を結成（ - 1932年）。
- 1933年（昭和8年）　岐阜県各務原市鵜沼に貞照寺を建立し、入山。門前に別荘「萬松園」を建築。
- 1938年（昭和13年）　福澤桃介死去。
- 1946年（昭和21年）　熱海の別荘で死去。
- 2005年（平成17年）　「二葉御殿」の復元・移築完了。「文化のみち二葉館」として開館。

## 生誕150年・没後75年
川上貞奴の出身地日本橋では、日本橋オペラの歌劇「貞奴姫」が2021年12月10日日本橋劇場に於いて、文化庁「文化芸術活動の継続支援事業」の助成を受けて記念上演された。舞台設定は史実に基づき、第1幕：1885年11月3日天長節の鹿鳴館の夜会。第2幕：福沢諭吉が岩崎桃介の将来のために貞奴に別れてくれと嘆願。第3幕：1900年パリ万博ロイ・フラーの館のパーティー。第3幕：1908年帝国女優養成所開所式。発起人代表の渋沢栄一の祝辞と、貞奴の訪米の経験に基づく日本人女性の地位向上を願うご挨拶を再現。落語家のヨネスケ（桂米助）が貞奴の人生を語り、ヴェルディ作曲歌劇「椿姫」の名場面を融合させた斬新な構成であった。主催：日本橋オペラ研究会、指揮・構成：佐々木 修、演出・貞奴役：福田祥子。

## 関連書籍

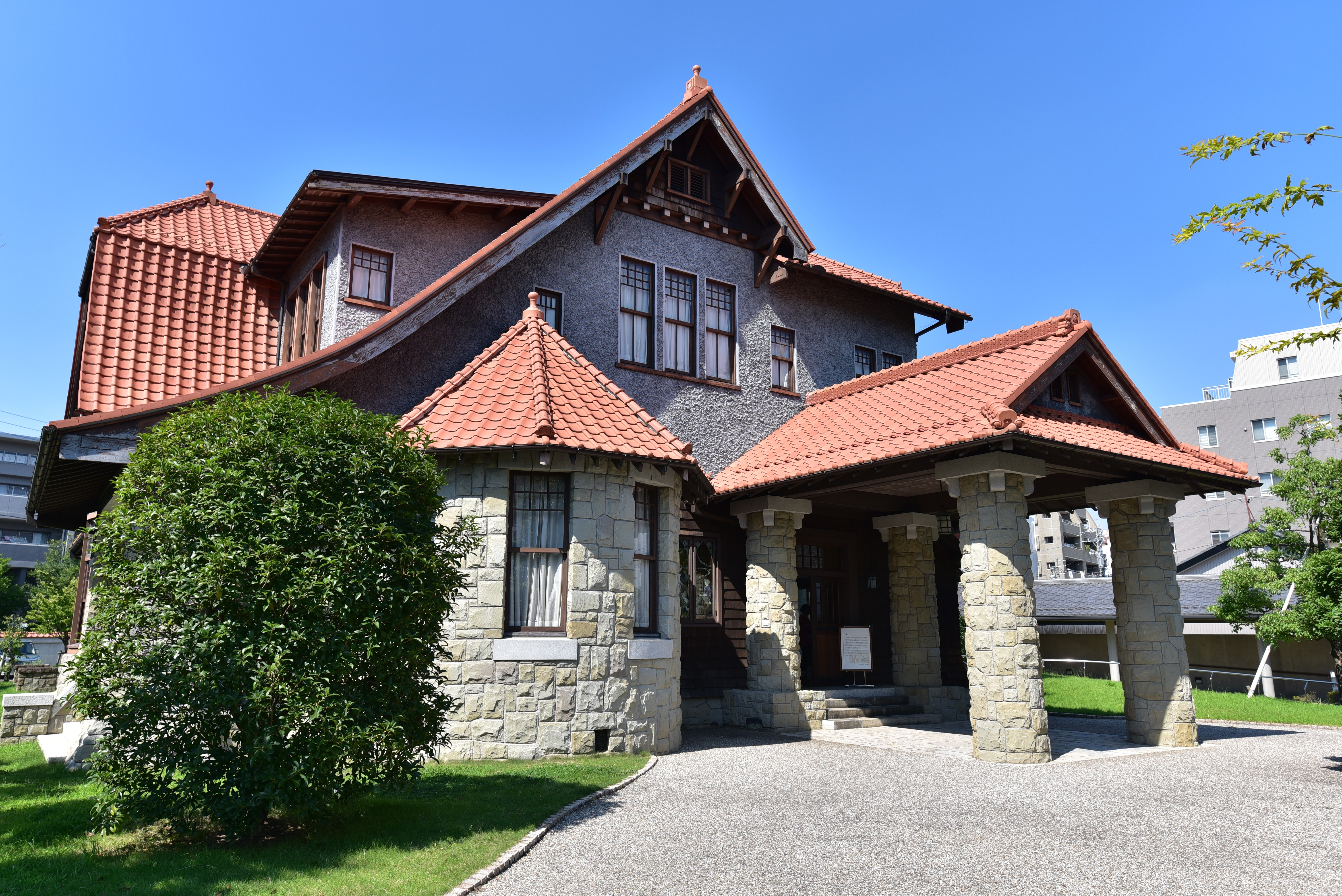
文化のみち二葉館（旧川上貞奴邸）

- 杉本苑子 『マダム貞奴』 読売新聞社、1975年
- 山口玲子 『女優貞奴』 新潮社、1982年、ISBN 410335402X
- 童門冬二 『川上貞奴―物語と史蹟をたずねて』 成美堂出版、1984年、ISBN 441506552X
- 江崎惇 『実録 川上貞奴―世界を翔けた炎の女』 新人物往来社、1985年、ISBN 4404012578
- 白川宣力 『川上音二郎・貞奴―新聞にみる人物像』 雄松堂出版、1985年、ISBN 4841900179
- 森田雅子 『貞奴物語―禁じられた演劇』 ナカニシヤ出版、2009年、ISBN 4779503086
- 井上理恵『川上音二郎と貞奴　明治の演劇はじまる』社会評論社、2015年、ISBN 9784784511358
- 井上理恵『川上音二郎と貞奴Ⅱ　世界を巡演する』社会評論社、2016年、ISBN 9784784511389
- 井上理恵『川上音二郎と貞奴Ⅲ　ストレートプレイ登場する』社会評論社、2018年、ISBN 9784784511402
- 森銑三著『明治人物夜話』332ページ、岩波文庫、2001年、ISBN 4-00-311533-3

## 関連作品
テレビドラマ
- 春の波涛（1985年、NHK大河ドラマ、主演：松坂慶子）

舞台
- 夜明けの序曲（宝塚歌劇団ミュージカル）
- 恐れを知らぬ川上音二郎一座（2007年）